# Macropanax maingayi
Macropanax maingayi är en araliaväxtart som först beskrevs av Charles Baron Clarke, och fick sitt nu gällande namn av William Raymond Philipson. Macropanax maingayi ingår i släktet Macropanax och familjen Araliaceae. Inga underarter finns listade.